# Adeline Wuillème
Adeline Wuillème (Reims, 8 dicembre 1975) è una schermitrice francese, vincitrice di due medaglie di bronzo ai campionati mondiali di scherma.

## Palmarès
In carriera ha conseguito i seguenti risultati:
- Mondiali di scherma

Lipsia 2005: bronzo nel fioretto individuale e a squadre.
- Europei di scherma

Kiev 2008: oro nel fioretto individuale e bronzo a squadre.
- Giochi del Mediterraneo

Bari 1997: bronzo nel fioretto individuale.